# Campos Flégreos

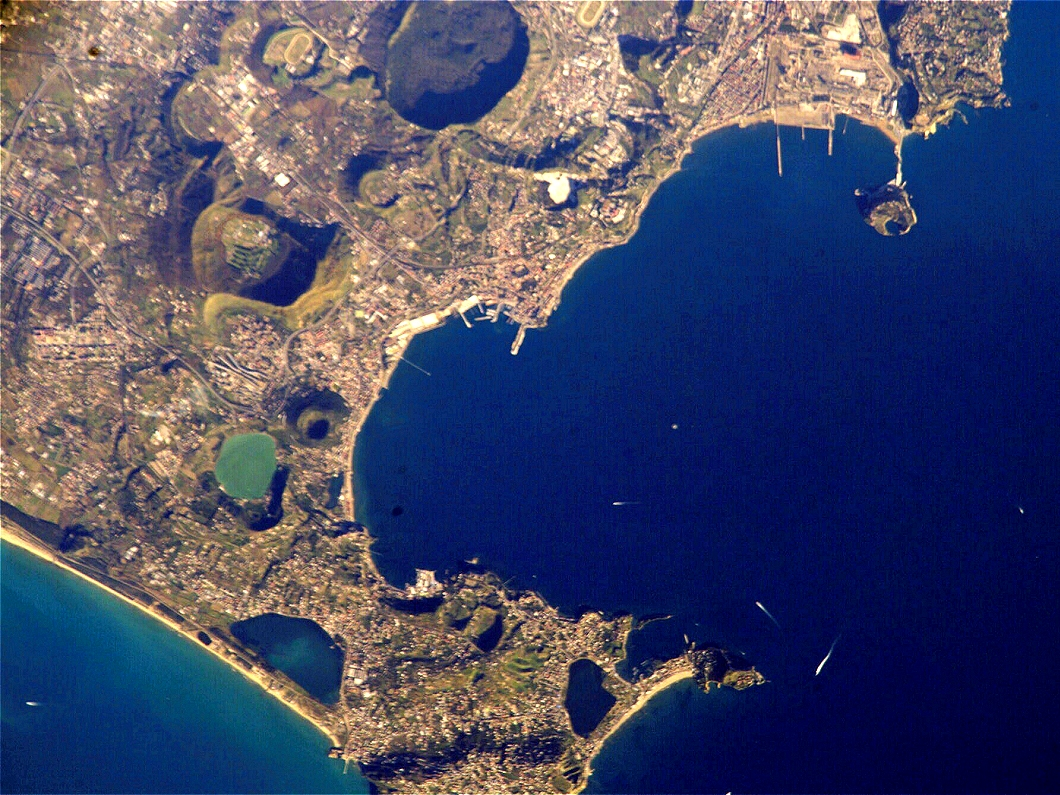
Imagem de satélite dos Campos Flégreos

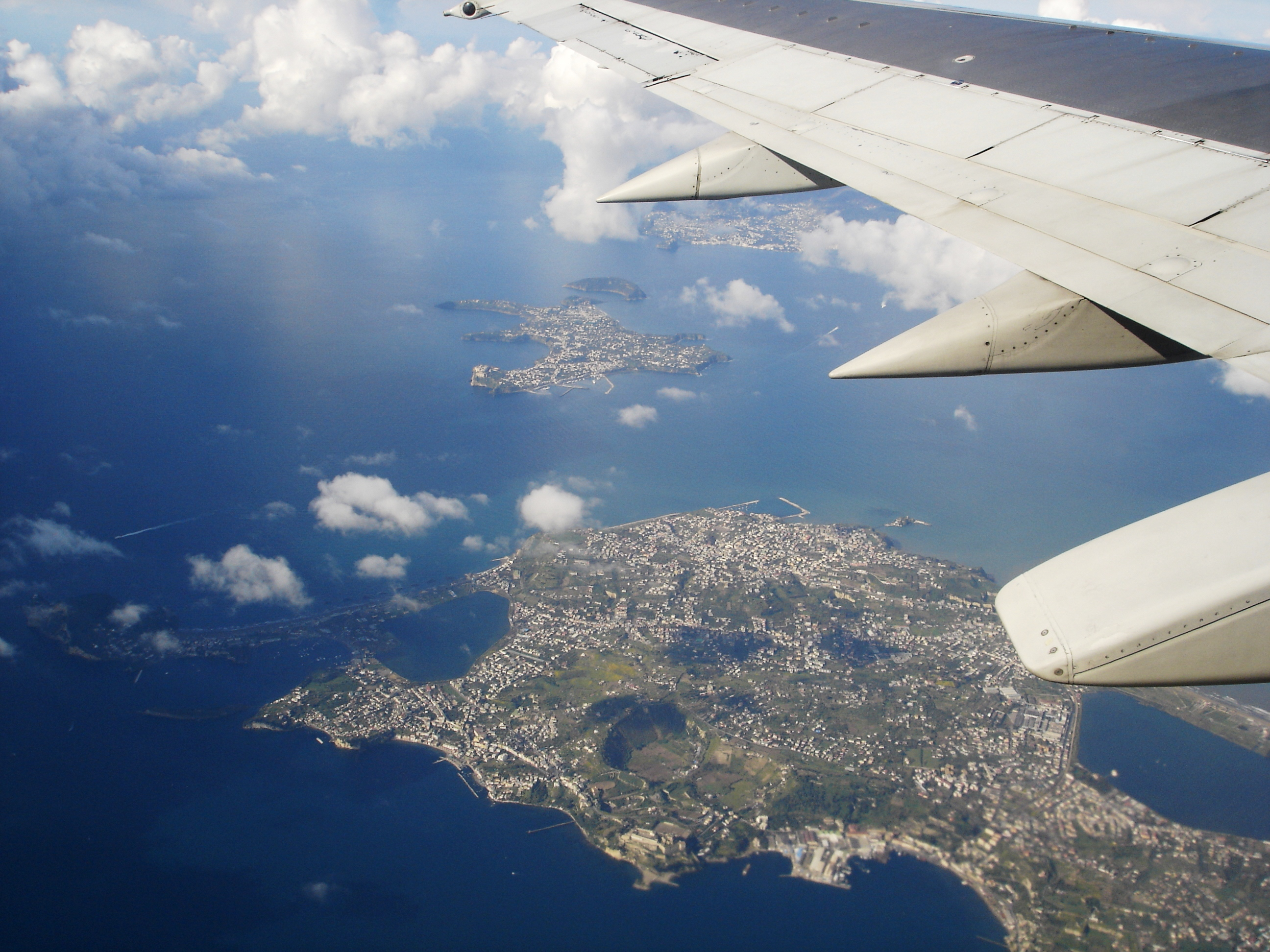
Imagem aérea dos Campos Flégreos

Os Campos Flégreos (em italiano Campi Flegrei) são um supervulcão localizado na região da Campânia, província de Nápoles na Itália, na comuna de Pozzuoli.
O imponente Vesúvio, com o seu majestoso cone, é o vulcão mais conhecido da região, devido à destruição que causou às cidades de Herculano e Pompeia. 
Contudo, os Campos Flégreos são ainda mais poderosos e com potencial para causar extinção em massa das espécies, segundo certa teoria que o liga à extinção do Homem de Neandertal.

A última erupção aconteceu em 1538.